# فرودگاه کاسیگلوک
فرودگاه کاسیگلوک (به انگلیسی: Kasigluk Airport) یک فرودگاه همگانی با کد یاتا KUK است که یک باند فرود شن دارد و طول باند آن ۹۱۴ متر است. این فرودگاه در شهر کاسیگلوک، آلاسکا کشور ایالات متحده آمریکا قرار دارد و در ارتفاع ۱۲ متری از سطح دریا واقع شده است.